# Carles Garcia i Solé
Carles Garcia i Solé, conegut pel nom de guerra «Roure» i a la presó «Charles» i «Carla», (Sants, Barcelona, 1949) és un activista polític independentista català, exmilitant del Front d'Alliberament Català (FAC).

## Biografia
Va néixer l'any 1949 al barri barceloní de Sants sent fill de Joan Garcia, català nascut a Baza (Andalusia), i d'Anna Solé, natural de Gelida (Alt Penedès). Membre d'una família obrera, el pare havia estat militant de la Confederació Nacional del Treball (CNT). Començà a treballar als 14 anys en un forn i més tard fent de transportista com el seu pare. Al mateix temps feia excursionisme al Club Esquí Puigmal, on de manera clandestina, s'organitzaven classes de català i reunions de caràcter polític. En una d'elles, a la Catalunya del Nord el 1969, es va reunir amb gent destacada del Consell Nacional Català (Josep Maria Batista i Roca, Pau Casals, etc.), on se li va oferir la possibilitat de passar a formar part d'un possible exèrcit d'alliberament català. S'hi integrà i participà en un curs organitzat per conèixer tècniques de guerrilla, arts marcials, lluita urbana, supervivència a la muntanya, explosius, tir amb armes de foc, etc. Alhora, va participar en els aldarulls de protesta contra el Procés de Burgos.
A començaments de 1970 va començar l'activitat armada en el grup anomenat Front d'Alliberament Català. Va participar en una acció a Montjuïc durant la celebració de la inauguració del Saló de l'Automòbil en què havia de participar-hi l'aleshores príncep Joan Carles. Però el 29 de maig de 1972, fou detingut per la policia amb Ramon Llorca i López i el 26 de setembre de 1972 fou condemnat a 20 anys de presó.
Ambdós foren traslladats a la presó de Segòvia per a complir la condemna. Allí va participar en quatre vagues de fam, algunes per denunciar la situació dels presos polítics, per reclamar l'amnistia i en contra dels estats d'excepció al País Basc. El 6 d'abril de 1976 va participar amb altres 28 presoners més en la fuga de Segòvia, i fou un dels quatre que aconseguí arribar a França, on les autoritats el van confinar a l'illa de Yeu. Allí va decidir d'integrar-se als escamots especials d'ETA (berezis), tot participant en tasques de suport i d'altres accions fins que el 1979 va tornar de manera legal a Catalunya.
Ha militat a Esquerra Republicana de Catalunya. El seu nom va tornar a sortir a la llum quan va fer de mitjancer en reunions entre Josep-Lluís Carod-Rovira i Arnaldo Otegi el 2001 i amb membres d'ETA a Perpinyà el setembre de 2002.
El dia 3 de juliol de 2008, el diari digital e-notícies informà que havia demanat donar-se de baixa d'ERC perquè "sent vergonya".